# 호세 레예스 (야구 선수)
호세 베르나베 레예스(Jose Bernabe Reyes, 1983년 6월 11일 ~ )는 도미니카 공화국 출신의 전직 메이저 리그 야구선수이다. 소속팀은 뉴욕 메츠이며, 유격수이다.

## 경력

### 프로 이전
레예스는 1983년 6월 11일에 도미니카 공화국에 있는 빌라 곤잘레스라는 곳에서 태어났다. 10살 무렵에 야구를 시작했지만, 집이 어려웠기 때문에 글러브는 종이팩, 공은 감귤류를 사용했다. 그리고 이 때부터 포지션은 유격수를 했다.
로베르토 알로마를 동경하며 야구에 몰입했던 레예스였지만, 진학을 했던 고등학교에는 야구부가 없었기 때문에 별도의 팀에서 플레이를 했다. 1999년에는 레예스의 소문을 듣고 관전을 하러 방문한 메츠의 카운트의 눈에 들며, 그 후 8월에 계약을 한다.
2000년, 마이너 리그 베이스볼에서 가장 낮은 리그인 루키 리그에서 프로로서의 커리어를 시작한 레예스는, 직후에 우타자로부터 양타로(스위치 히터) 전향했다. 그 후, 마이너 리그 베이스볼에서 착실히 성장을 하며 실력을 쌓은 레예스는 팀에서 가장 유망한 선수 중 하나로 거듭난다.

### 뉴욕 메츠

#### 2003년 ~ 2005년
2003년, 트리플A에서 도루왕을 기록했던 레예스는, 6월 10일에 있었던 텍사스 레인저스전에서 메이저 리그에서의 데뷔전을 갖는다. 그리고 이 날은 레예스의 20번째 생일의 전날이였기 때문에, 메츠에서는 1984년에 뛰었던 선수인 드와이트 구든 이래 19년 만에 9번째로 「10대에 메이저 리그 데뷔」를 한다. 8월 31일에 왼쪽 발목을 삐어서 결국 시즌을 마치지만, 17경기 연속 안타를 치는 등, 마지막 40경기에는 .358의 고타율을 기록하는 등 활약했다. 구단도 팬도 장래의 슈퍼스타로서 기대를 안고있었다.
2004년에는 세이부 라이온즈로부터 마쓰이 가즈오가 FA로 입단했기 때문에, 포지션이 겹쳤었던 레예스는 2루수로 전향을 하게 된다. 하지만, 연고지인 뉴욕에서는 레예스의 2루수로의 전향을 반대하는 목소리가 높아졌다. 그래도 레예스 본인은 「팀은 메이저 리그 최고의 키스톤 콤비(2루수와 유격수)를 만들려고 하고 있다. 나는 그것을 잘 알고 있다.」며, 일본에서의 플레이 경험이 있는 호세 파라로부터 「리틀 마쓰이는 대단한 선수야.」라고 들은 것도 있어서, 2루수로의 전향을 흔쾌히 승낙했다. 하지만, 레예스는 부상이 남아있었기 때문에 전 시즌을 밑도는 53경기밖에 출장하지 못하고, 마쓰이도 23개의 실책을 기록하는 수비를 했다. 다음 해, 팀은 마쓰이를 2루수로 바꾸고, 레예스를 원래의 포지션인 유격수로 되돌렸다.
2005년에는 처음으로 부상없이 시즌을 보냈으며, 161경기에 출장했다. 타율은 .276으로 좋지는 않았지만 60개의 도루와 함께 17개의 3루타(도루와 3루타 모두 내셔널리그에서는 최고)를 기록하는 등 메이저 리그굴지의 스피드를 충분히 발휘했다. 하지만, 27개의 볼넷, 출루율 .300을 기록하는 등 선구안에서 문제가 보였다.

#### 2006년 ~ 2007년

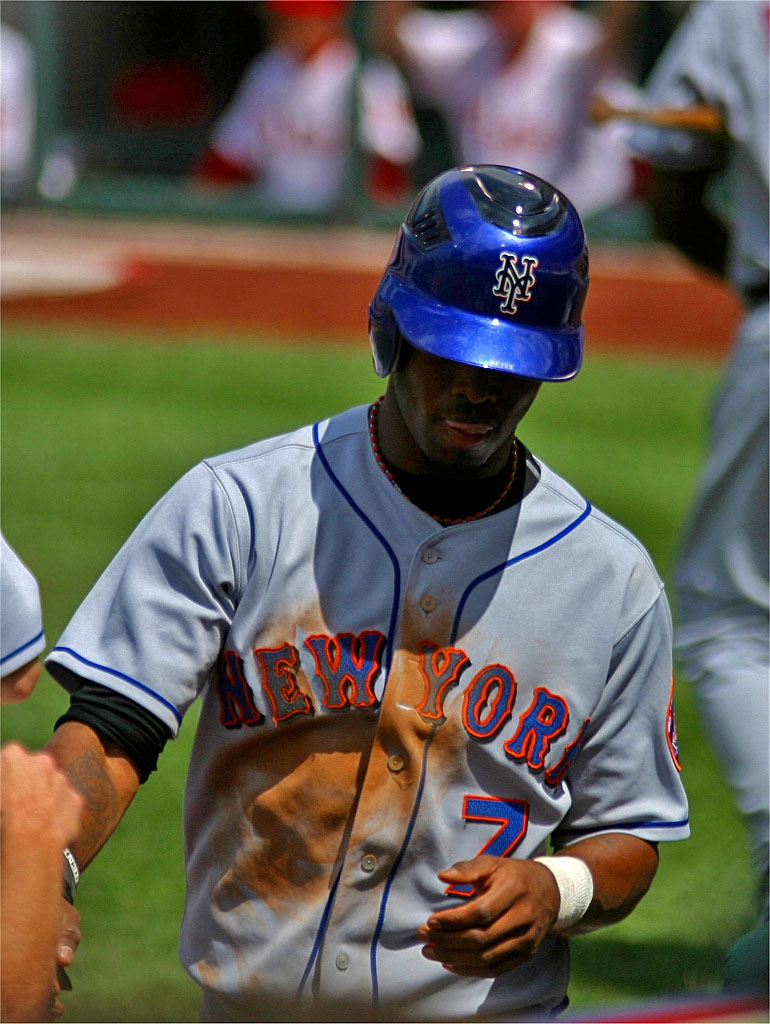
2006년, 득점을 한 레예스

2006년에 있었던 스프링 트레이닝에서 레예스는 리키 헨더슨으로부터 지도를 받았다. 이때까지는 볼이라도 헛스윙을 하고, 자신이 맞다고 생각하는 타이밍에 도루의 스타트를 끊었던 레예스에 대해 헨더슨은 「2스트라이크 이후의 투구에 대한 접근 방법」과 「투수의 버릇을 알아차리고 스타트를 끊는 것」을 가르쳤다. 그리고 그 성과는 기록에서 확연히 드러났다. 시즌에서는 타율 .300, 19홈런, 81타점으로 타격 3부문에서 자신의 최고기록을 달성했다. 볼넷도 53개로 전년보다 2배로 늘어나는 등, 문제였던 출루율도 .354로 향상됐다. 더욱이 2년연속으로 60개의 도루를 넘어(64도루) 도루왕을 획득하고, 3루타도 2년연속 17개를 기록하여 리그 1위를 했다. 올스타전에도 처음으로 선출 되었지만, 7월 7일에 있었던 플로리다 말린스전에서 왼손 새끼손가락을 7번 바늘로 꿰메는 부상을 당했기 때문에 출전하지 못했다. 7월 18일부터 다시 선발출장을 하고, 구단은 8월 3일에 2007년부터 4년에 2,325만 달러(5년째인 2011년은 구단옵션)로 계약을 맺었다.
해마다 상승하는 성적에 2007년시즌이 시작하기 전에 레예스는 MVP후보로 뽑히기도 했다. 그리고 높은 기대에 답하듯이, 레예스는 올스타전까지 46도루, 출루율 .387을 기록했다. 그러나 후반기에 들어서면서 성적이 떨어지기 시작한다. 팀도 지구 2위인 필리스에게 17경기가 남은 상황에서 7경기를 차이로 선두를 지키고 있었지만, 마지막 경기에서 결국에는 순위가 역전되고 포스트시즌 진출을 좌절했다. 레예스는 시즌에 78개의 도루를 하며 3년연속 도루왕을 차지했음에도 불구하고 메츠가 전락하게 된 「최대의 전범」으로 뽑혔다.
레예스가 후반기에 부진에 빠진 이유로서 2006년 봄에 레예스를 성장시킨 헨더슨의 존재가 지적되었다. 올스타전 후에 메츠의 코치로 취임한 헨더슨이지만, 시합전에 트럼프를 하는 모습이 젊은 레예스에게 악영향을 준것이라고 봤으며, 실제로 헨더슨이 코치로 취임을 한 후의 레예스의 타율은 .247로 확연히 낮아 졌다. 그 외, 시즌 내내 도루를 많이 했던 것이 9월에 피로가 몰려 부진으로 이어졌다는 지적도 있다. 평가를 내린 레예스는 시즌 종료 후 요한 산타나의 트레이드 요원이 되었지만, 팀에 잔류한다.

#### 2008년 ~ 2011년
2008년에는 4년연속으로 도루왕에 실패했지만, 시즌을 통틀어 56개의 도루를 기록하여, 9월 10일에는 무키 윌슨의 통산도루 구단기록인 281개를 갱신한다. 그 외에도 19개의 3루타를 기록하여 자신의 기록을 다시 갱신한다. 전년보다 타율, 출루율이 상승하였고, 리그 최다인 204개의 안타를 기록한다. 하지만, 9월의 월간타율 .243, 출루율 .314는 「레예스의 출루가 열쇠」라고 불린 팀으로서는 충분하지 못한 성적이였고, 그 결과 2년연속으로 참패의 전범 중 한명이 됐다.
2009년에는 부상의 영향으로 5년 만에 출장경기가 150경기를 밑돌았다. 또, 출장경기수가 감소했던 영향으로, 타수, 득점, 안타, 2루타, 3루타, 홈런, 도루 등의 각부문에서 자신의 최소성적을 기록하며 시즌을 마쳤다. 그래도, 도루수는 11개를 기록하며, 메이저 리그데뷔 이래 7년연속으로 2자리수 도루를 기록한다.

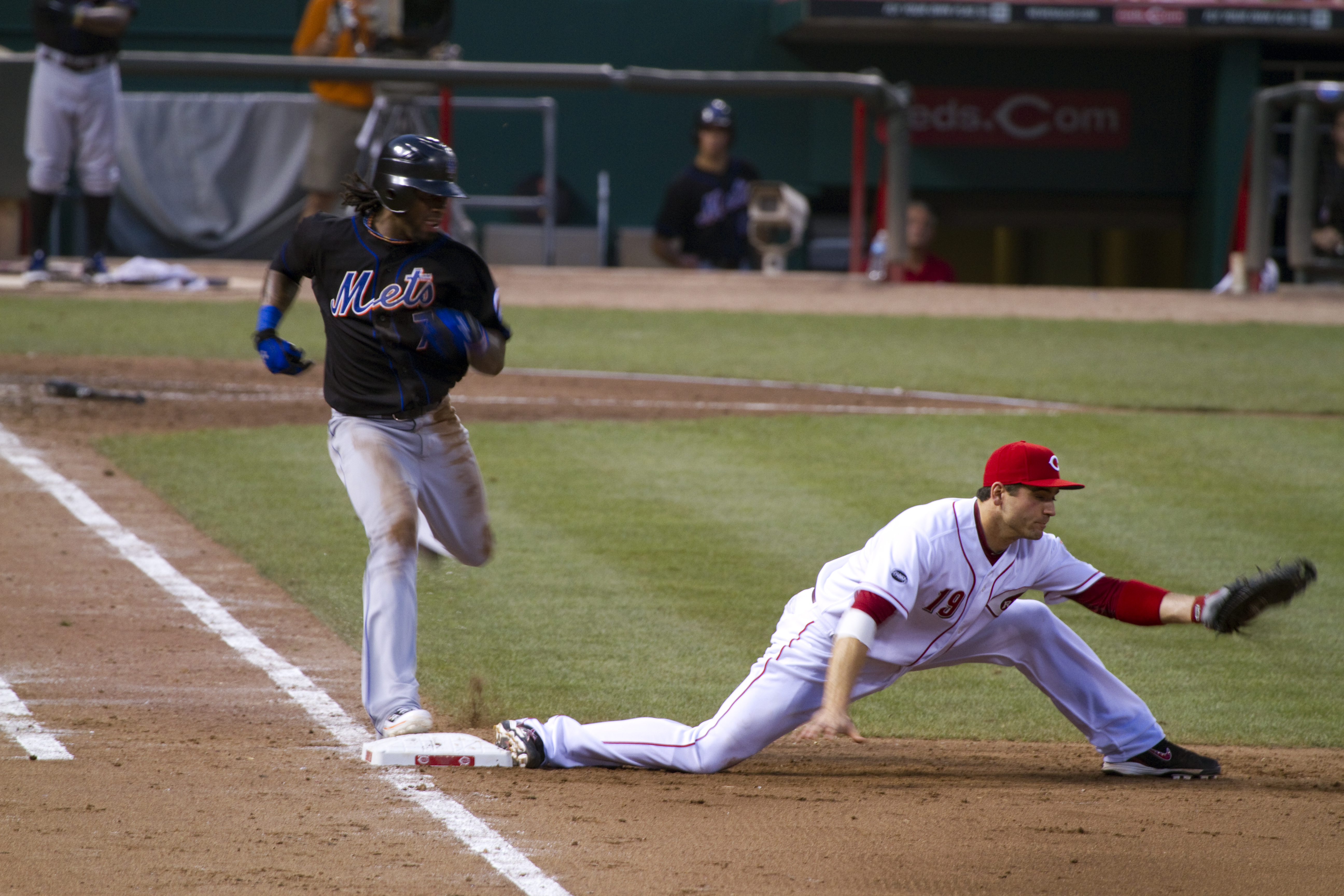
2011년, 1루로 뛰어가는 레예스(왼쪽)

2010년시즌 개막전에서는 스테로이드사용 의혹이 제기되고, 그 때문에 개막부터 15일간 출장정지 처분을 받는다. 5월 25일에 있었던 필리스전에서는 제이미 모이어로부터 메이저 리그통산 1,000번째 안타를 달성한다. 올스타전에도 선출 되었지만 부상으로 인해 출장은 하지 못했다.
2011년 6월 28일에는 메이저 리그통산 1,000경기 출장을 달성한다. 그리고 이 시합에서 통산 360번째 도루를 달성했는데, 이것은 당시에 메이저 리그역대 100위 안에 드는 도루였다. 이 시즌에도 올스타전에 팬투표로 선출 되었지만, 다시 부상으로 인해 출전은 불가능했다. 이 시즌에는 타율 .337을 기록하여 브루어스의 라이언 브라운을 누르고 내셔널리그 수위타자가 됐다. 이것은 메츠가 창단 된 이래 50년 만에 구단역사상 처음으로 나온 수위타자였다. 또, 시즌 중 레예스는 126경기밖에 출전하지 못했는데, 이는 2002년에 있었던 매니 라미레즈(당시 보스턴 레드삭스)가 120경기에 출전해서 타격왕이 된 이후 최소 출장 경기수의 수위타자였다.

### 마이애미 말린스
2011년에 있었던 월드시리즈 종료 후에 FA가 되었으며, 12월 4일에 마이애미 말린스와 6년에 총액 1억 1,100만 달러에 계약한다. 2012년에는 160경기에 나와서 .287의 타율에 40개의 도루를 기록하며 대형FA다운 모습을 보여준다.

### 토론토 블루제이스
2012년 11월 13일에 조쉬 존슨, 마크 벌리, 유넬 에스코바 등 11명이 움직이는 대형 트레이드에서 토론토 블루제이스로 이적한다.
2013년에는 WBC에서 도미니카 공화국의 대표로 3번연속 대회에 선출되어 팀의 첫우승에 공헌한다. 자신도 유격수부문에서 베스트나인을 획득한다. 하지만, 시즌초반인 4월 12일에 있었던 로열스전에서 2루로 도루를 시도하던 중 슬라이딩을 하다가 왼쪽 발목에 부상을 입고, 그리하여 부상자 명단에 이름이 오른다(4월 23일에는 40인 로스터에서도 제외되었다). 그리고 그와 동시에 레예스의 공백을 채우기 위해서 가와사키 무네노리가 메이저 리그로 승격됐다.

### 콜로라도 로키스
2015년 7월 28일 콜로라도 로키스의 주전 유격수 트로이 툴로위츠키를 상대로 트레이드 되었다.

## 수상 경력

### MLB
- 내셔널리그 타격 1위 1회 : 2011년
- 내셔널리그 도루 1위 3회 : 2005년 ~ 2007년
- 실버 슬러거 1회 : 2006년
- 메이저 리그 올스타 게임 선출 3회 : 2006년, 2007년, 2010년
- 사이클링 히트 1회 : 2006년 7월 21일, 신시내티 레즈전

### 도미니카 공화국 대표
- WBC베스트나인 : 2013년

## 연도별 타격 성적
| 연 도      | 소 속      | 경 기 | 타 석 | 타 수 | 득 점 | 안 타 | 2 루 타 | 3 루 타 | 홈 런 | 루 타 | 타 점 | 도 루 | 도 루 자 | 희 생 번 | 희 생 플 | 볼 넷 | 고 4 | 사 구 | 삼 진 | 병 살 타 | 타 율 | 출 루 율 | 장 타 율 | O P S |
| ---------- | ---------- | ----- | ----- | ----- | ----- | ----- | ------- | ------- | ----- | ----- | ----- | ----- | -------- | -------- | -------- | ----- | ---- | ----- | ----- | -------- | ----- | -------- | -------- | ----- |
| 2003년     | NYM        | 69    | 292   | 274   | 47    | 84    | 12      | 4       | 5     | 119   | 32    | 13    | 3        | 2        | 3        | 13    | 0    | 0     | 36    | 1        | .307  | .334     | .434     | .768  |
| 2004년     | NYM        | 53    | 229   | 220   | 33    | 56    | 16      | 2       | 2     | 82    | 14    | 19    | 2        | 4        | 0        | 5     | 0    | 0     | 31    | 1        | .255  | .271     | .373     | .644  |
| 2005년     | NYM        | 161   | 733   | 696   | 99    | 190   | 24      | 17      | 7     | 269   | 58    | 60    | 15       | 4        | 4        | 27    | 0    | 2     | 78    | 7        | .273  | .300     | .386     | .686  |
| 2006년     | NYM        | 153   | 703   | 647   | 122   | 194   | 30      | 17      | 19    | 315   | 81    | 64    | 17       | 2        | 0        | 53    | 6    | 1     | 81    | 6        | .300  | .354     | .487     | .841  |
| 2007년     | NYM        | 160   | 765   | 681   | 119   | 191   | 36      | 12      | 12    | 287   | 57    | 78    | 21       | 5        | 1        | 77    | 13   | 1     | 78    | 6        | .280  | .354     | .421     | .775  |
| 2008년     | NYM        | 159   | 763   | 688   | 113   | 204   | 37      | 19      | 16    | 327   | 68    | 56    | 15       | 5        | 3        | 66    | 8    | 1     | 82    | 9        | .297  | .358     | .475     | .833  |
| 2009년     | NYM        | 36    | 166   | 147   | 18    | 41    | 7       | 2       | 2     | 58    | 15    | 11    | 2        | 0        | 1        | 18    | 1    | 0     | 19    | 2        | .279  | .355     | .395     | .750  |
| 2010년     | NYM        | 133   | 603   | 563   | 83    | 159   | 29      | 10      | 11    | 241   | 54    | 30    | 10       | 4        | 3        | 31    | 4    | 2     | 63    | 8        | .282  | .321     | .428     | .749  |
| 2011년     | NYM        | 126   | 586   | 537   | 101   | 181   | 31      | 16      | 7     | 265   | 44    | 39    | 7        | 2        | 4        | 43    | 9    | 0     | 41    | 5        | .337  | .384     | .493     | .877  |
| 2012년     | MIA        | 160   | 716   | 642   | 86    | 184   | 37      | 12      | 11    | 278   | 57    | 40    | 11       | 5        | 6        | 63    | 9    | 0     | 56    | 10       | .287  | .347     | .433     | .780  |
| 2013년     | TOR        | 93    | 419   | 382   | 58    | 113   | 20      | 0       | 10    | 163   | 37    | 15    | 6        | 0        | 2        | 34    | 2    | 1     | 47    | 6        | .296  | .353     | .427     | .780  |
| 2014년     | TOR        | 143   | 655   | 610   | 94    | 175   | 33      | 4       | 9     | 243   | 51    | 30    | 2        | 2        | 4        | 38    | 1    | 1     | 73    | 4        | .287  | .328     | .398     | .726  |
| 통산：12년 | 통산：12년 | 1446  | 6630  | 6087  | 973   | 1772  | 312     | 115     | 111   | 2647  | 568   | 455   | 111      | 35       | 31       | 468   | 53   | 9     | 685   | 70       | .291  | .341     | .435     | .776  |

- 2014시즌 종료 기준.
- 각년도의 굵은 글씨는 리그 최고.

## 참조
1. ↑  Associated Press (2006년 8월 3일). “K-Rod, Mets finalize deal”. 《ESPN.com》 (영어).
2. ↑  Noble, Marty (2008년 9월 10일). “Reyes runs past Mookie on club list Shortstop's stolen base in third gives him Mets' all-time record”. 《MLB.com》 (영어). 2008년 9월 14일에 원본 문서에서 보존된 문서. 2014년 12월 21일에 확인함.
3. ↑  정재호 기자 (2011년 12월 6일). “'특급유격수' 레이예스, 1천154억 받고 말린스 행”. 《uKopia》. 2014년 12월 21일에 원본 문서에서 보존된 문서.
4. ↑  신창용 기자 (2012년 11월 15일). “MLB 마이애미-토론토, 대형 트레이드 합의”. 《연합뉴스》. 네이버스포츠.
5. ↑  손찬익 기자 (2013년 3월 20일). “'8전8승'도미니카共, WBC 정상 등극”. 《OSEN》.